# Всемирный день борьбы против рака
Всемирный день борьбы против рака — памятная дата, провозглашённая «Международным союзом по борьбе с онкологическими заболеваниями» (UICC) и отмечаемая ежегодно 4 февраля. Цель этого международного дня — повышение осведомлённости о раке как об одном из самых страшных заболеваний современной цивилизации, привлечение внимания к предотвращению, выявлению и лечению этого заболевания.
Международный день защиты от рака указывает общественности на задачи, стоящие перед миром в борьбе с раком и призывает политиков и организаций-членов UICC относиться к раку, как политическому приоритету.
Известно, что возникновение 43 % раковых заболеваний можно было бы предотвратить с помощью таких норм здорового поведения, как:
- Ограждение доступа к курению, борьба с этим явлением.
- Физическая активность, сбалансированная, здоровая пища.
- Вакцинация против вирусов, вызывающих рак печени и шейки матки.
- Избегание длительного пребывания на солнце и в соляриях.

## Темы
| Год(ы)    | Тема                                      |
| --------- | ----------------------------------------- |
| 2008      | Я люблю свое свободное от курения детство |
| 2009—2010 | Здоровое и активное детство               |
| 2010—2011 | Рак тоже можно предотвратить              |
| 2012      | Давайте вместе что-то делать              |
| 2013      | Мифы о раке — узнайте факты               |
| 2014      | Развенчание мифов                         |
| 2015      | Одни из нас                               |
| 2016—2018 | Мы можем. Я могу                          |
| 2019—2021 | Я есть и я буду                           |
| 2022—2024 | Ликвидировать разрыв в уходе              |